# Coprinus angulatus
Coprinus angulatus Peck, Twenty-Sixth Annual Report of the New York State Museum, 26: 60 (1874)

## Descrizione della specie
Cappello
Inizialmente chiuso, digitaliforme, con un'altezza di 1-2 cm, poi aperto, largo 1-3 cm, campanulato, mai completamente disteso, profondamente striato-solcato; colore da ocra-bruno a fulvo-rossastro, con il tempo secco le striature diventano più evidenti ed il colore si schiarisce su toni ocracei con il centro sempre più scuro.
Lamelle
Serrate, molto larghe, inizialmente di colore bianco crema, poi grigie, infine rapidamente nerastre con l'inizio della deliquescenza, con il bordo più chiaro.
Gambo
2-6 x 0,2-0,4 cm, cilindrico, non bulboso ma a volte leggermente ingrossato alla base, fistoloso, biancastro, finemente pruinoso, spesso pubescente verso la base.
Carne
Sottile, biancastro-crema.
Odore e sapore: nulli.
Spore
8-11 x 6,5-8 x 5-6,5 µm, nerastre, lenticolari, ellittico-amigdaliformi viste di lato, mentre mitriformi di faccia.
Poro germinativo evidente, troncato, apicolo talora poco distinto.

## Commestibilità
Senza valore.

## Habitat
Fruttifica in primavera-autunno su carbonaie e terreni bruciati, solitario o pochi individui.

## Tassonomia
Il collocamento nel genere Coprinus esistono diversi sistemi di classificazione ma tutti riconducibili all'assenza di velo sul cappello o alla presenza di pileocistidi.
MOSER (1980) inquadra il Coprinus angulatus nella sezione Setulosi Lange (cappello con pileocistidi), ORTON-WATLING (1979) lo inseriscono nella sezione Pseudocoprinus (velo assente o cappello con sete), mentre SINGER (1986) nella sezione Hemerobii (cappello senza velo ed epicute imeniforme o cappello e gambo con cistidi).

La caratteristica peculiare di questo fungo sono le spore che, viste di faccia, sono mitriformi, carattere presente anche nel Coprinus episcopalis P.D. Orton, che però si distingue per il gambo bulbosoe, l'habitat boschivo e il velo sul pileo.

## Sinonimi e binomi obsoleti
- Coprinellus angulatus (Peck) Redhead, Vilgalys & Moncalvo, in Redhead, Vilgalys, Moncalvo, Johnson & Hopple (2001)
- Coprinus boudieri Quél., Bull. Soc. bot. Fr. 24: 321 (1877)